# Mikroregion Guarulhos

Mikroregion Guarulhos

Mikroregion Guarulhos – mikroregion w brazylijskim stanie São Paulo należący do mezoregionu Metropolitana de São Paulo. Ma 778,0 km² powierzchni.

## Gminy
- Arujá,
- Guarulhos,
- Santa Isabel,